# پوستنکیل (حوزه سرشماری)، نیویورک
پوستنکیل (به انگلیسی: Poestenkill) یک منطقهٔ مسکونی در ایالات متحده آمریکا است که در شهرستان رنسلیر، نیویورک واقع شده‌است. پوستنکیل ۱۵٫۲ کیلومتر مربع مساحت و ۱٬۰۶۱ نفر جمعیت دارد و ۱۴۶ متر بالاتر از سطح دریا واقع شده‌است.